# Santiago Pallares
Santiago Pallares Palomeque (Montevideo, Uruguay; 4 de abril de 1994) es un futbolista uruguayo. Juega como delantero y su equipo actual es Juan Aurich de la Liga 2 de Perú.

## Trayectoria
Pallares fue parte del equipo uruguayo Miramar Misiones desde el Apertura 2013. En la temporada 2013/14 participó ocho veces en la Primera División y no marcó gol. Al final de la temporada, el equipo terminó en el puesto 16 en la tabla general anual, por lo que descendieron a Segunda División. Ese año disputó ocho partidos de segunda división en el Apertura 2014 sin marcar gol. En 2015 decidió dejar a jugar al fútbol profesional por temas personales.
En 2017 se unió al club australiano Hawkesbury City FC donde jugó una temporada inicial. Tras finalizar su carrera, se unió al Old Christians Club de la Liga Universitaria de Deportes.
En 2019 jugó el Mundial Universitario en China representando a la Universidad de la República, donde fueron campeones. Pallares fue goleador del torneo con cinco goles y fue elegido el mejor jugador del campeonato.
En 2020 fichó por el Rampla Juniors de la Segunda División de Uruguay, donde marcó seis goles en 22 partidos y llegaron a los play offs del ascenso, pero no lograron ascender.
En 2021 fue parte del equipo de Atlético Grau, donde jugó en la Liga 2 2021. En ese año marcó 14 goles en 20 partidos, siendo el goleador del campeonato.
Pallares firmó por el UTC para jugar la Liga 1 2022, luego de sus buenas actuaciones en la temporada pasada.

## Selección nacional
Pallares fue miembro de la selección de fútbol sub-15 de Uruguay de Fabián Coito, que participó en la Campeonato Sudamericano de Fútbol Sub-15 de 2009 en Bolivia donde quedaron en cuarto lugar.

#### Participación en Campeonatos Sudamericanos
| Torneo                      | Sede    | Resultado    |
| --------------------------- | ------- | ------------ |
| Sudamericano Sub-15 de 2009 | Bolivia | Cuarto lugar |

## Clubes
| Club                | País      | Año         |
| ------------------- | --------- | ----------- |
| Miramar Misiones    | Uruguay   | 2013 - 2014 |
| Hawkesbury City     | Australia | 2017        |
| Old Christians Club | Uruguay   | 2018 - 2019 |
| Rampla Juniors      | Uruguay   | 2020        |
| Atlético Grau       | Perú      | 2021        |
| UTC                 | Perú      | 2022        |
| Juan Aurich         | Perú      | 2023 -      |

## Palmarés

### Títulos nacionales
| Título                    | Club          | Sede | Año  |
| ------------------------- | ------------- | ---- | ---- |
| Segunda División del Perú | Atlético Grau | Perú | 2021 |

### Distinciones individuales
| Distinción                                                 | Año  |
| ---------------------------------------------------------- | ---- |
| Máximo goleador de la Segunda División del Perú (14 goles) | 2021 |